# Surgical and Radiologic Anatomy
Surgical and Radiologic Anatomy, abgekürzt Surg. Radiol. Anat., ist eine wissenschaftliche Fachzeitschrift, die vom Springer-Verlag im Auftrag der European Association of Clinical Anatomy veröffentlicht wird. Die Zeitschrift erscheint derzeit zehnmal im Jahr. Es werden Arbeiten veröffentlicht, die sich mit der Anwendung anatomischer Forschung auf klinische Fragestellungen beschäftigen.
Der Impact Factor lag im Jahr 2018 bei 1,039. Nach der Statistik des ISI Web of Knowledge wird das Journal mit diesem Impact Factor in der Kategorie Anatomie und Morphologie an 16. Stelle von 21 Zeitschriften, in der Kategorie Chirurgie an 164. Stelle von 198 Zeitschriften und in der Kategorie Radiologie, Nuklearmedizin & Medizinische Bildgebung an 112. Stelle von 129 Zeitschriften geführt.